# 414

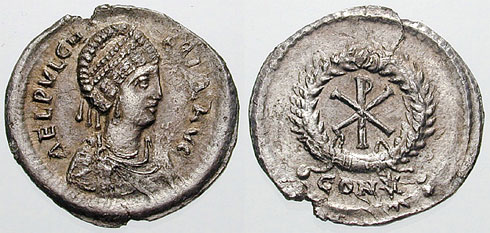
Keizerin Aelia Pulcheria

Het jaar 414 is het 14e jaar in de 5e eeuw volgens de christelijke jaartelling.

## Gebeurtenissen

### Klein-Azië
- De 15-jarige Aelia Pulcheria ontvangt van de Senaat de titel augusta en neemt het regentschap over van Anthemius voor haar jongere broer Theodosius II. Om een gedwongen huwelijk te voorkomen, legt zij een gelofte van maagdelijkheid af.

### Europa
- Galla Placidia, halfzuster van keizer Honorius, wordt in Narbonne uitgehuwelijkt aan de Visigotische koning Athaulf. Hij benoemt Priscus Attalus in Bordeaux opnieuw tot medekeizer van het West-Romeinse Rijk.
- Constantius, Romeins generaal (magister militum), valt met een expeditieleger Gallië binnen. Hij blokkeert de Gallische havens aan de Middellandse Zee en belegert de Goten in Marseille.

### Egypte
- Onder het patriarchaat van Cyrillus van Alexandrië worden alle synagogen in Alexandrië gesloten. Cyrillus eigent zich het bezit van de Joden toe en zet hen de stad uit.

### Perzië
- Koning Yazdagird I begint in het Perzische Rijk een christenvervolging. Kerken worden verwoest en christenen uit het land verdreven.

### Azië
- Fa Hsien, Chinese boeddhistische monnik, beëindigt zijn 15-jarige bedevaartsreis naar India. In Nanking, hoofdstad van de Oostelijke Jin-Dynastie, werkt hij aan een vertaling van soetra's en andere religieuze geschriften van het Sanskriet in het Chinees.